# Магареро, Самуэль
Самуэль Магареро (англ. Samuel Maharero; 1856 — 14 марта 1923, Бечуаналенд) — верховный вождь гереро с 1890 года.

## Биография
Сотрудничал с германскими колониальными властями Юго-Западной Африки. В 1890 году подписал с ними договор «об охране и дружбе».
В январе 1904 года поднял племя гереро на восстание против немцев — восставшие (около 7 тысяч воинов) уничтожили 123 немецких поселенцев, в том числе детей и женщин. Германия направила в Юго-Западную Африку 14 000 солдат во главе с генералом Лотаром фон Трота, который объявил, что все гереро должны быть изгнаны из страны. В битве при Ватерберге гереро потерпели тяжёлое поражение.
После неудачных сражений против немецких войск в апреле — августе 1904 года, Магареро и всё племя гереро было вынуждено бежать в пустыню Омахеке, где от жажды и голода погибло две трети людей. Сам Магареро с небольшой частью племени бежал в британский Бечуаналенд, где стал вассалом местного вождя племени бечуан. Британские власти запретили гереро иметь вождей, и Самуэль Махгареро жил среди своих поданных как простолюдин.
По воспоминаниям современников, Магареро был человеком очень инфантильным, весь мир вокруг себя он воспринимал упрощённо и мыслил простыми, детскими категориями, его отличала особая доверчивость, чем пользовались немецкие колонисты. Принимая решение, он не задумывался о возможных его последствиях. Так, восстание гереро, несмотря на численное преимущество и храбрость воинов, оказалось неудачным во многом именно из-за непродуманных решений предводителя и отсутствия грамотной стратегии. В дальнейшем, не просчитав возможных рисков и не оценив угроз, Магареро повёл свой народ в пустыню, что привело к гибели большой части его соплеменников.